# 爱因斯坦论文项目

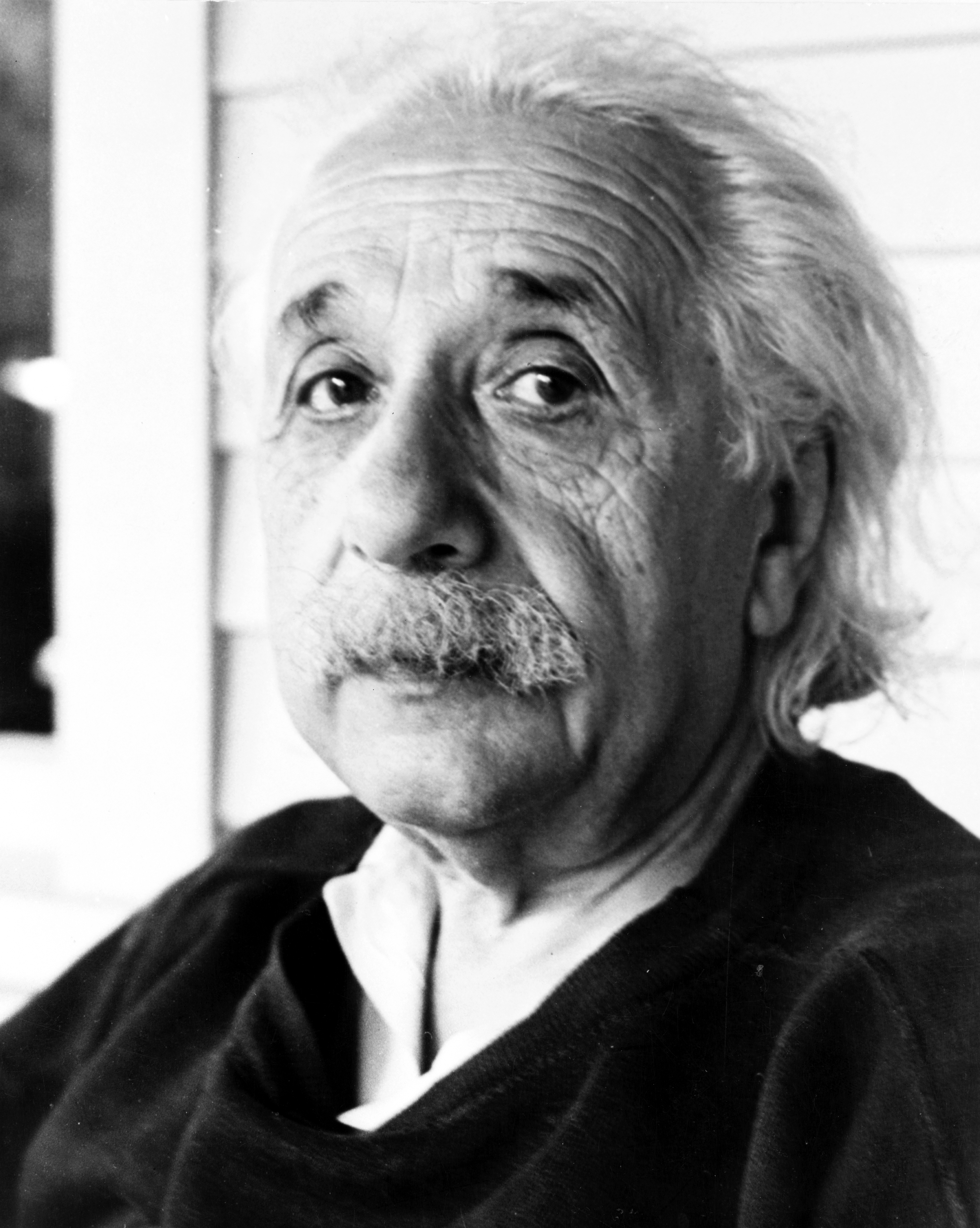
晚年的爱因斯坦

爱因斯坦论文项目（英語：Einstein Papers Project）成立于1986年，负责翻译并出版阿尔伯特·爱因斯坦的作品，这些作品来自其遗稿管理人（超过4万份文档）和其他收集者（超过1万5千份文档）。
该项目成立时由普林斯顿大学出版社和耶路撒冷希伯来大学提供资助，2000年之前位于波士顿大学。该项目还得到个人和大学的资助，以及国家科学基金会和美国人文基金会。
如今项目位于加州理工学院，爱因斯坦于1932年首次访问该校。
以下为项目已经出版的文集。

## 早年时期：1879-1902

### 第一卷 收集的论文 1879-1902
包括了很多早期没有发表的文稿，如爱因斯坦在苏黎世联邦理工学院第二年学习时的Heinrich Friedrich Weber关于热力学和电磁学的课堂笔记等。
- The Collected Papers of Albert Einstein, Volume 1, The Early Years: 1879-1902.[1]

Editors:  John Stachel et al.   ISBN 0-691-08407-6, 1987.
- 中文版：赵中立主译，《爱因斯坦全集第一卷 早年时期（1879-1902）》，长沙科学技术出版社，1999年9月，ISBN：7-5357-2343-8。

## 瑞士时期：1900-1914

### 第二卷 著作 1900-1909
包括爱因斯坦从苏黎世联邦理工学院毕业后出版的首篇论文、爱因斯坦奇迹年（Annus Mirabilis Papers）、首次任职于苏黎世大学的讲座等，
- The Collected Papers of Albert Einstein, Volume 2, The Swiss Years: Writings, 1900-1909.[2]

Editors: John Stachel et al.   ISBN 0-691-08526-9, 1989.
- 中文版：范贷年主译，《爱因斯坦全集第二卷 瑞士时期（1900-1909）》，长沙科学技术出版社，2002年12月，ISBN：7-5357-2360-8/K·38。

### 第三卷 著作 1909-1911
包括爱因斯坦参加首届索尔维会议的报告、在布拉格查理大学的讲座、引力透镜效应的论文，以前没发表的讲座笔记等。
- The Collected Papers of Albert Einstein, Volume 3, The Swiss Years: Writings, 1909-1911.[3]

Editors: Martin J. Klein et al.   ISBN 0-691-08772-5, 1993.
- 中文版：戈革主译，《爱因斯坦全集第三卷 瑞士时期（1909-1911）》，长沙科学技术出版社，2002年12月，ISBN：7-5357-2344-6/K·36。

### 第四卷 著作 1912-1914
包括早期没有发表的相对论和电气力学的手稿、与Marcel Grossmann合作论文的准备工作的笔记本、早期和Michele Besso一起关于水星拱点的计算等。
1
- The Collected Papers of Albert Einstein, Volume 4, The Swiss Years: Writings, 1912-1914.[4]

Editors: Martin J. Klein et al.   ISBN 0-691-03705-1, 1995.
- 中文版：刘辽主译，《爱因斯坦全集第四卷 瑞士时期（1912-1914）》，长沙科学技术出版社，2002年12月，ISBN：7-5357-3652-1/K·46。

### 第五卷 书信 1902-1914
包括超过500封早期没有发表的信件，从他1902年在瑞士专利局的首份工作直到1914年任职于普鲁士科学院，通信的对象包括马克斯·冯·劳厄、保罗·埃伦费斯特、阿尔弗雷德·克莱纳、弗里茨·哈伯、瓦尔特·能斯特等。
- The Collected Papers of Albert Einstein, Volume 5, The Swiss Years: Correspondence, 1902-1914.[5]

Editors: Martin J. Klein et al.   ISBN 0-691-03322-6, 1993.
- 中文版：范贷年主译，《爱因斯坦全集第四卷 瑞士时期（1902-1914）》，长沙科学技术出版社，2002年12月，ISBN：7-5357-3653-X/K·47。

## 柏林时期: 1914-1920

### 第六卷 著作 1914-1917
包括爱因斯坦唯一的实验物理学调查、和万德·约翰尼斯·德哈斯一起对安德烈-玛丽·安培的电磁学分子电流理论的研究等。
- The Collected Papers of Albert Einstein, Volume 6, The Berlin Years: Writings, 1914-1917.[6]

Editors: A. J. Kox et al.   ISBN 0-691-01086-2, 1:七卷 著作 1918-1921
- The Collected Papers of Albert Einstein, Volume 7, The Berlin Years: Writings, 1918-1921.[7]

Editors: Michel Janssen et al.   ISBN 0-691-05717-6, 2002.

### 第八卷 书信 1914-1918
- The Collected Papers of Albert Einstein, Volume 8, The Berlin Years: Correspondence, 1914-1918.[8][9]

Editors: R. Schulmann et al.    In two volumes.  ISBN 0-691-04849-5, 1997.

### 第九卷 书信 1919年1月-1920年4月
- The Collected Papers of Albert Einstein, Volume 9, The Berlin Years: Correspondence, January 1919 - April 1920.[10]

Editors: Diana Kormos Buchwald et al.   ISBN 0-691-12088-9, 2004.

### 第十卷 书信 1920年5月-12月，1909年-1920年其他书信
- The Collected Papers of Albert Einstein, Volume 10, The Berlin Years: Correspondence, May-December 1920, and Supplementary Correspondence, 1909-1920.[11]

Editors: Diana Kormos Buchwald et al.   ISBN 0-691-12825-1, 2006.

## 參閱
- 爱因斯坦科学出版物列表
- 论动体的电动力学
- 玻尔－爱因斯坦论战
- 愛因斯坦—齊拉德信
- 愛因斯坦的獎章與榮譽
- 愛因斯坦的宗教觀
- 愛因斯坦的政治觀
- 愛因斯坦與中國